# Myrice neorina
Myrice neorina là một loài bướm đêm trong họ Geometridae.